# أبو الخير القواس
أبو الخير القَوَّاس (1301 - 1391 هـ / 1884 - 1971 م) هو أديب وشاعر ، عمل في التدريس طول حياته.
هو أبو الخير بن عبد الحميد القواس. ولد في مدينة صيدا وتوفي في دمشق. من آثاره: «دروس القواس» في تعليم قواعد اللغة العربية وله ديوان عنوانه «عهد وهبة - طوفان ثلج» - مطبعة الترقي - دمشق 1953 م.